# Regierung Willmar
Die Regierung Willmar war von 2. Dezember 1848 bis 22. September 1853 die Regierung im Großherzogtum Luxemburg, die vom Präsidenten des Ministerrats Jean-Jacques Willmar gebildet wurde.
Nach dem Rücktritt der vorherigen Regierung de la Fontaine am 2. Dezember 1848 wurde eine neue aus Konservativen und Liberalen zusammengesetzte Regierung gebildet. Die Einbeziehung des führenden Liberalen Norbert Metz in die Regierung als Finanz- und provisorischer Minister für Militärangelegenheiten führte zu außenpolitischen Auseinandersetzungen sowohl mit dem Deutschen Bund als auch mit dem Königreich der Niederlande, mit dem das Großherzogtum in Personalunion verbunden war.
Metz, der pro-belgisch eingestellt war, wandte sich nämlich gegen die Mitgliedschaft Luxemburgs im Deutschen Zollverein. Die damit verbundenen Auseinandersetzungen mit Preußen in Zollfragen führten schlussendlich zur Drohung Preußens, den Zollvertrag, dessen Auslaufen für 1854 festgelegt war, nicht zu erneuern. Hinzu kam, dass sich Luxemburg weigerte, das von ihm zu stellende Bundeskontingent im Konflikt zwischen Dänemark und Schleswig in das Herzogtum Schleswig zu entsenden.
Die Auseinandersetzungen mit den Niederlanden drehten sich um die Beteiligung Luxemburgs an der Begleichung der niederländischen Staatsschulden.
Die Regierung Willmar entfaltete vor allem in geldpolitischen Fragen eine rege Aktivität. Durch die wirtschaftliche Nähe zu Frankreich und Belgien führte man durch Gesetz vom 20. Dezember 1848 den Franc als Rechnungseinheit für die öffentliche Verwaltung ein. Luxemburg produzierte allerdings selbst keine eigenen Münzen. Die Entscheidung dazu fiel Ende 1852, was 1854 zur Einführung des luxemburgischen Francs als eigener Währung führte.
Innenpolitisch wurde die Regierungszeit durch den auf den Tod des bisherigen König-Großherzogs Wilhelm II. folgenden Thronwechsel zu dessen Sohn Wilhelm III. geprägt. Wilhelm III. war konservativ-reaktionärer Gesinnung und wollte zum autoritären Regieren vor 1848 zurückkehren. Dadurch ergaben sich deutliche Reibungspunkte mit der Regierung Willmar. Um seine Vorstellungen umzusetzen, setzte Wilhelm seinen Bruder Heinrich als Statthalter in Luxemburg ein. Auf Druck Wilhelms III. wurde die Regierung schließlich im Herbst 1853 entlassen.
Der Regierung gehörten folgende Minister an:
| Amt                                                                                | Amtsinhaber          |
| ---------------------------------------------------------------------------------- | -------------------- |
| Präsident des Ministerrats Äußeres, Justiz, Kultus öffentlicher Unterricht (prov.) | Jean-Jacques Willmar |
| Inneres öffentliche Arbeiten des Staates und der Gemeinden                         | Mathias Ulrich       |
| Finanzen Militärangelegenheiten (prov.)                                            | Norbert Metz         |
| Gemeindeangelegenheiten                                                            | Jean Ulveling        |